# Xenia (dokumentarfilm)
 For alternative betydninger, se Xenia. (Se også artikler, som begynder med Xenia)
Xenia er en dansk dokumentarfilm fra 2016 instrueret af Iben Haahr Andersen.

## Handling
Xenia bor på en nedlagt gård mellem Horbelev og Nykøbing Falster med sin schæferhund. Han er 70 år, tidligere vognmand og går i kvindetøj. Han har endelig fundet en balance mellem en stille tilværelse på landet og et tilfredsstillende arbejdsliv. Gennem de sidste 20 år har han arbejdet som glædespige både hjemme på gården og forskellige steder i København. Filmen giver en kærlig skildring af hans unikke vej mod lykken.